# Weltkonferenz über Menschenrechte
Die Weltkonferenz über Menschenrechte (englisch World Conference on Human Rights) wurde von 14. bis 25. Juni 1993 in Wien abgehalten.
Sie war nach der Internationalen Konferenz über Menschenrechte (International Conference on Human Rights, 22. April bis 13. Mai 1968 in Teheran) die zweite von den Vereinten Nationen veranstaltete internationale Konferenz über Menschenrechte. Wichtigstes Ergebnis dieser Konferenz war die Erklärung und das Aktionsprogramm von Wien (Vienna Declaration and Programme of Action), in deren Folge bei der 48. UN-Generalversammlung am 20. Dezember 1993 mit der Resolution 48/141 das Amt des Hohen Kommissars für Menschenrechte eingerichtet wurde.
In der Abschlusserklärung bekannten sich die 171 Staaten einmütig zu ihren menschenrechtlichen Verpflichtungen.

“The World Conference on Human Rights reaffirms the solemn commitment of all States to fulfil their obligations to promote universal respect for, and observance and protection of, all human rights and fundamental freedoms for all in accordance with the Charter of the United Nations, other instruments relating to human rights, and international law. The universal nature of these rights and freedoms is beyond question.”

Die Abschlusserklärung wies den Vereinten Nationen die Förderung und den Schutz der Menschenrechte als vorrangiges Ziel zu.

“The promotion and protection of all human rights and fundamental freedoms must be considered as a priority objective of the United Nations in accordance with its purposes and principles, in particular the purpose of international cooperation.”

„Die Förderung und der Schutz aller Menschenrechte und grundlegender Freiheiten muss, in Übereinstimmung mit ihren Bestimmungen und Prinzipien, als vorrangiges Ziel der Vereinten Nationen betrachtet werden, im Besonderen mit der Bestimmung zur internationalen Zusammenarbeit.“

Dieses Ergebnis ist bedeutsam für die Legitimation der Menschenrechte als grundsätzliche Leitschnur allen staatlichen Handelns, da die Allgemeine Erklärung der Menschenrechte von 1948 nur von 57 Staaten verabschiedet worden war. Damals gab es die meisten der heute existierenden Staaten noch nicht, viele heute unabhängige Länder standen noch unter kolonialer Fremdherrschaft. Jeglichem Kulturrelativismus wird mit der Abschlusserklärung die Grundlage entzogen.
Die Weltmenschenrechtskonferenz brachte auch die erste internationale Erklärung hervor, die Gewalt gegen Frauen thematisierte. Damit war sie eine wichtige Voraussetzung für die UN-Resolution 1325 des UN-Sicherheitsrats aus dem Jahr 2000, die als Meilenstein zur Ächtung sexueller Kriegsgewalt gegen Frauen und Mädchen gilt.
Mehrere hundert Menschen- und Frauenrechtsorganisationen beobachteten diesen Menschenrechtsgipfel der UNO.